# Thorndon Hall
Thorndon Hall es una casa de campo georgiana palladiana dentro de Thorndon Park, Ingrave, Essex, Inglaterra, aproximadamente a dos millas al sur de Brentwood y 25 millas (40,2 km) del centro de Londres.
Anteriormente era la casa de campo de la familia Petre, que ahora reside en las cercanías de Ingatestone Hall. La casa está ubicada dentro de casi 600 acres (242,8 ha) del antiguo parque medieval de ciervos, prados y bosque. El jardín está diseñado por Capability Brown.
Thorndon Hall está en la lista de Grado I con English Heritage, y el parque está en la lista de Grado II.  

## Antiguo Hall
La finca de Thorndon Hall, conocida anteriormente como la mansión de West Horndon, puede rastrear sus registros hasta el Domesday Survey de 1086 encargado por William the Conqueror. Sin embargo, un edificio en el sitio de Old Thorndon Hall se registró por primera vez en 1414 cuando el rey Enrique V de Inglaterra autorizó a su nuevo propietario, un comerciante del sur de Gales llamado Lewis John, a "emparkar 300 acres (121,4 ha), para cercar su logia dentro de este parque con murallas y para almenar y asediar la logia". La casa actual reemplazó a Old Thorndon Hall, que estaba ubicada aproximadamente a una milla al sur en lo que ahora se conoce como "bosque en ruinas" junto al estanque de Old Hall. La antigua casa fue dañada por un incendio a principios del siglo XVIII y posteriormente fue derribada después de haber sido utilizada brevemente como edificios agrícola.

## Actual Hall
La casa actual fue diseñada por el arquitecto neoclásico de moda James Paine y la construcción comenzó en 1764. El pórtico de la casa actual fue originalmente encargado e importado desde Italia en 1742 para su uso en el antiguo salón que había sido remodelado por Giacomo Leoni en estilo palladiano. Después del incendio en el Old Hall, se conservó y reutilizó en el diseño de la casa actual.
La finca y la casa recién terminada fueron visitadas en 1778 por el rey Jorge III y la reina Charlotte en su visita para ver a las tropas en las cercanías de Warley Common.
Después de un incendio en 1878, gran parte de la casa principal y el ala oeste fueron destruidas dejando un caparazón y destruyendo o dañando gran parte de la colección de imágenes de Petre. La parte sobreviviente del ala este se adaptó para un uso residencial parcial con planes de renovar la casa y devolverla a su grandeza original. Sin embargo, las finanzas de la familia Petre estaban en mal estado después de la Gran Guerra y en 1920 la casa y una parte de la propiedad fueron arrendadas a Thorndon Park Golf Club . Originalmente, la compañía había planeado convertir la finca en un desarrollo de viviendas de lujo y un campo de golf, muy parecido al Wentworth Club y St. George's Hill en Surrey, pero con la introducción de la legislación del cinturón verde de Londres que limita la construcción de viviendas en granjas y zonas verdes., el plan no pudo seguir adelante y la empresa quebró.

## Jardín
El parque fue diseñado entre 1766 y 1772 por Lancelot 'Capability' Brown a un costo de 5,000 £, gran parte del cual aún sobrevive, aunque se fusionó con el diseño paisajístico del campo de golf Thorndon Park. El camino de entrada principal se extendía desde lo que ahora es Shenfield Common por casi dos millas hacia el sur hasta la cara norte de la casa. Todavía se puede rastrear con mapas, aunque ahora está formado por parques públicos y campos de golf.
La primera camelia registrada, prima de la planta del té, camellia sinensis, que creció en Gran Bretaña fue en Thorndon Hall en la década de 1730. Quince años después, la camelia prosperaba en todo el país y, en el siglo XIX, las casas de campo estaban agregando casas de camelia solo para cultivar las flores rosadas. 

## Años recientes
Finalmente, el club de golf adquirió la casa y los terrenos, pero optó por mudarse del edificio principal y construir su casa club especialmente diseñada dentro de los terrenos. En 1976, Thorndon Hall se vendió a un desarrollador, Thomas Bates & Son, Romford, quien convirtió la mansión con simpatía en apartamentos y cabañas de lujo en un entorno ajardinado, bosques y zonas verdes. Partes del antiguo parque habían sido vendidas durante el siglo XX para el desarrollo en las afueras de Brentwood. El consejo del condado de Essex administra áreas extensas como el parque público Thorndon Country. La cercana capilla mortuoria de la familia Petre ahora es propiedad de Historic Chapels Trust.

## Lugares más cercanos
- Brentwood
- ingrave
- Este de Horndon
- Horndon occidental
- bulfano
- Warley
- Laindón